# Palác markýze Peralského
Palác markýze Peralského, španělsky Palacio del Marqués de Perales, je madridská budova navržená architektem Pedrem de Ribera v 18. století pro markýze Peralského. Stavba byla dokončena roku 1732. Nachází se v ulici Magdalena. Budova má výrazný barokní portál. Interiér má několik nádvoří. Nyní je sídlem španělské filmotéky a v období mezi lety 1979 až 1983 byla zrestaurovaná pod vedením architektů Manuela Sainze de Vicuña, Garcíi Prieta a Melgareja.
Roku 1995 byla prohlášena španělskou kulturní památkou (č. RI-51-0009080).